# Murad I.

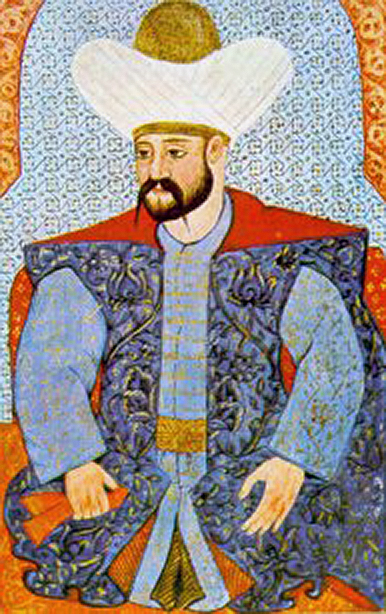
Murad I., osmanische Miniatur des 16. Jahrhunderts

Tughra Murads I.

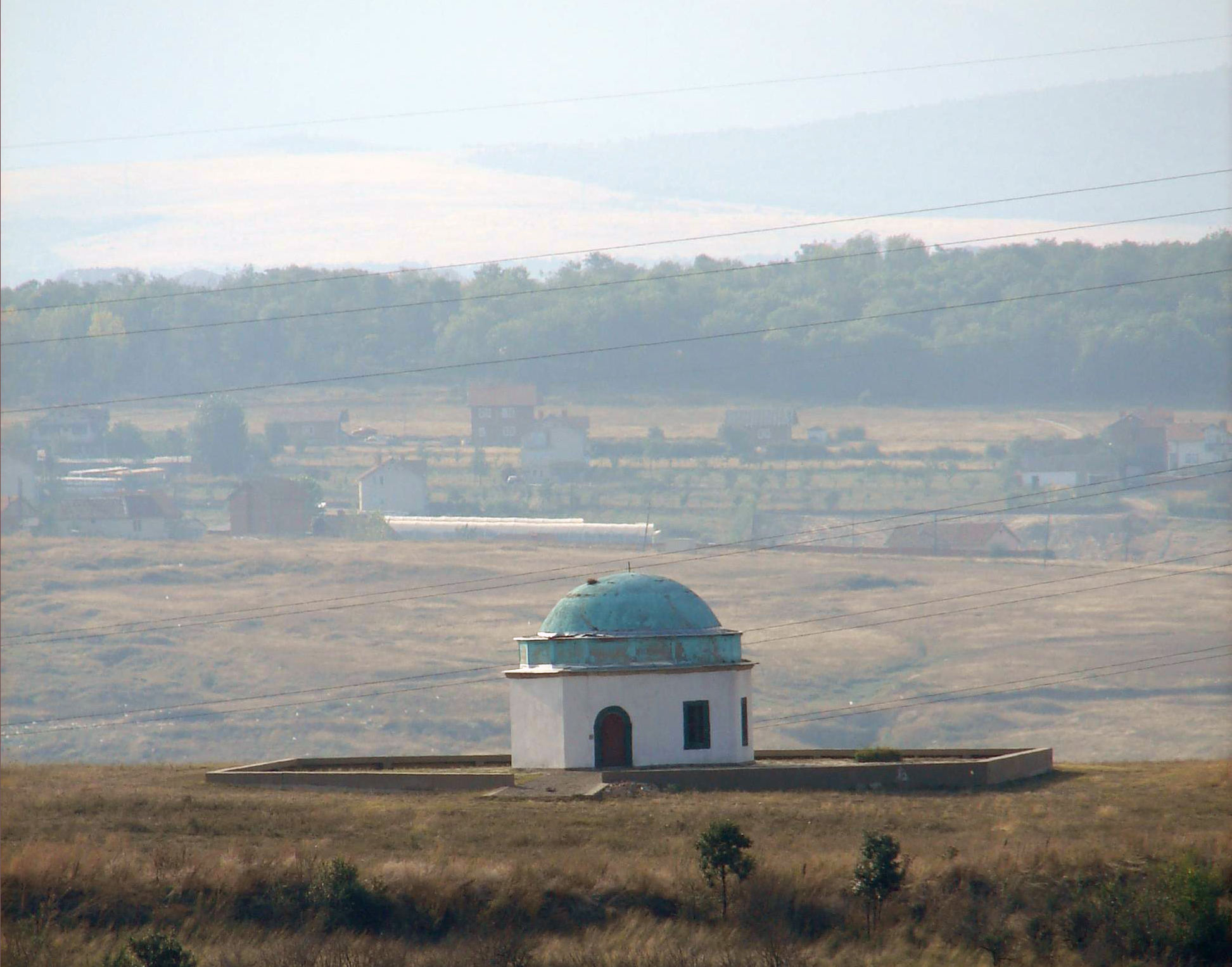
Das Meşhed-i Hüdavendigar

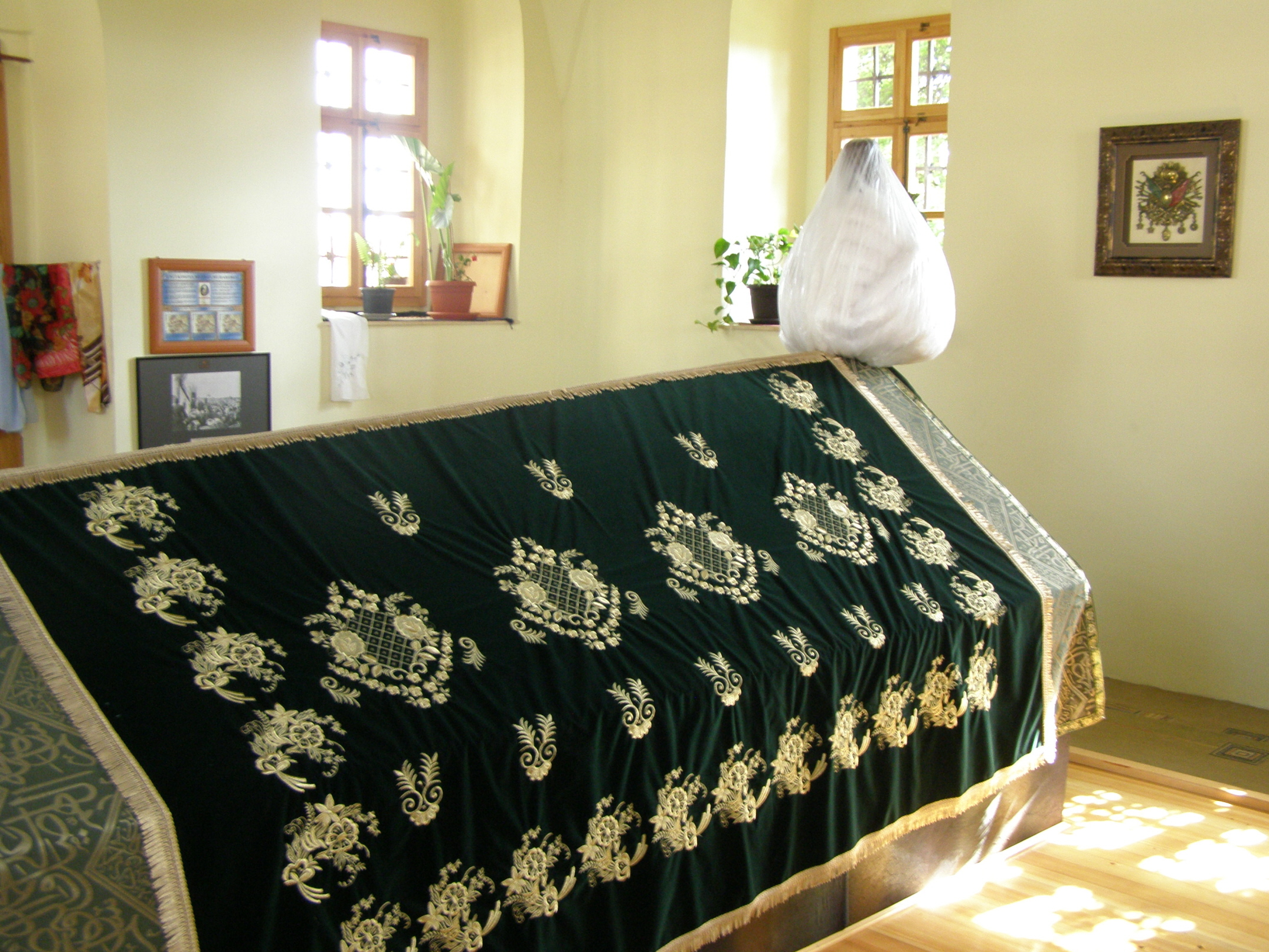
Sanduka (leerer, sargähnlicher Kasten über dem Grab) im Meşhed-i Hüdavendigar

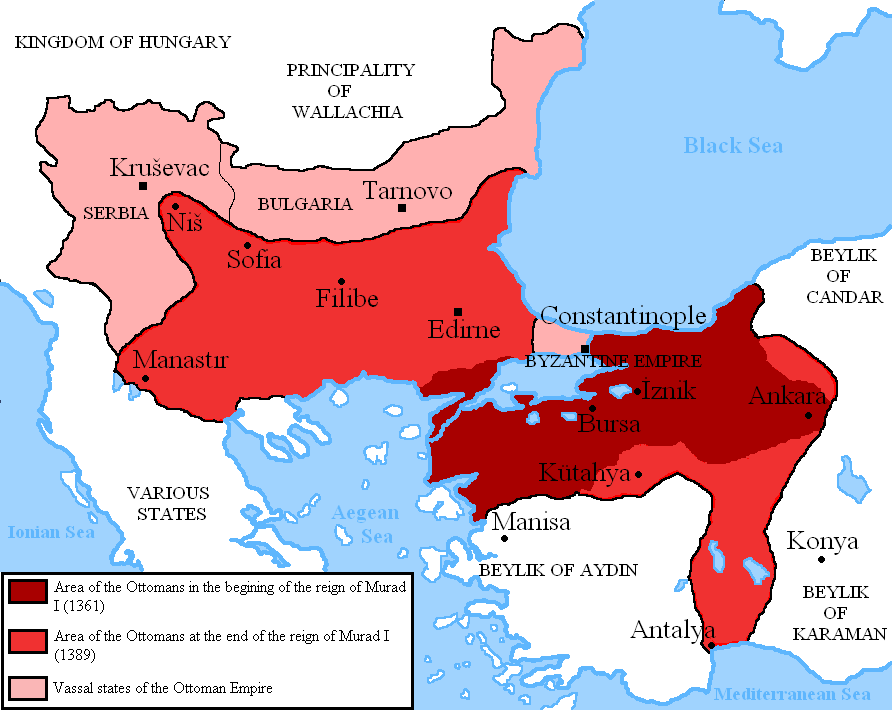
Karte der Eroberungen Murads I.

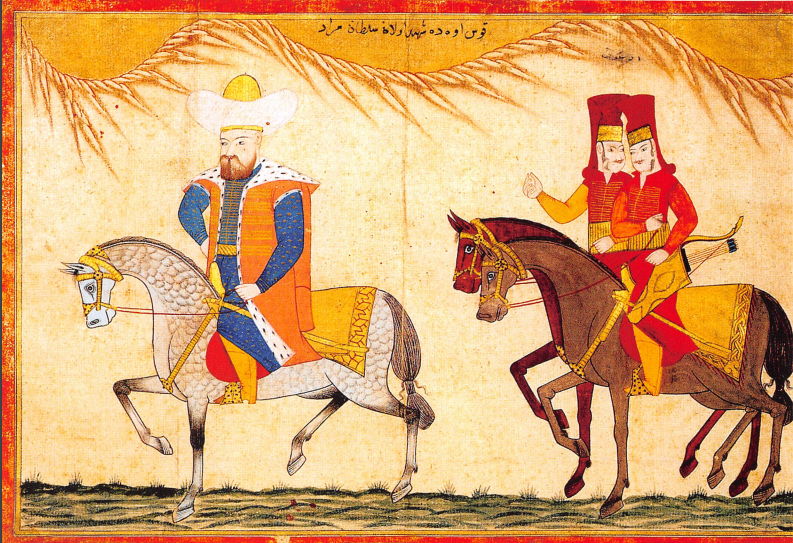
Murad I. mit zwei Leibwächtern und Inschrift: Qosvoh shahid Olan Sultan Murad (Der Kosovo-Märtyrer Sultan Murad)

Murad I. (مراد بن اورخان / Murād b. Orḫān; geboren 1319 oder 1326; gestorben 1389 in der Schlacht auf dem Amselfeld), genannt غازى خنكار / Ġāzī Ḫünkār und خداوندگار / Ḫüdāvendigār, war 1359 bis 1389 Sultan des Osmanischen Reiches.

## Herkunft und Charakter
Murad war der vierte von sechs Söhnen Orhans I. Seine Mutter Nilüfer Hatun war die Tochter eines byzantinischen Statthalters. Murad war von selbständigem Charakter und bemerkenswerter Intelligenz. Nachdem er lange auf das Kommando einer fernen Provinz in Asien abgeschoben war, während sein Bruder Süleyman einen beneidenswerten Posten in Europa hatte, wurde er vermutlich rachsüchtig. In der Unterdrückung einer Rebellion seines Sohnes Savci (das erste Mal, dass der Sohn eines Sultans gegen seinen Vater die Waffe erhob) bewies er große Grausamkeit.

## Regierung
Als erster osmanischer Monarch konnte Murad dauerhaft in Europa Fuß fassen; das Hauptziel während seiner Laufbahn als Herrscher war es, die europäischen Herrschaftsgebiete des Reiches auszudehnen. Die Rebellionen des Fürsten von Karaman behinderten immer wieder diesen Plan, bis 1387 in der Schlacht von Konya die Macht des Fürsten von Karaman endgültig gebrochen wurde.
Die Einnahme des byzantinischen Edirne im Jahr 1363, gefolgt von weiteren Eroberungen, brachte in der Reaktion ein vorwiegend serbisches Heer unter dem König von Ungarn zusammen, aber Murads Feldherr Lālā Schahin, der erste Beylerbey von Rumelien, besiegte die Verbündeten in der Schlacht an der Mariza 1371, was auch zur Eroberung Mazedoniens führte. Im Jahr 1366 wurde der König von Serbien bei Samakowo geschlagen und gezwungen, Tribut zu zahlen; eine Wiederaufnahme des Kriegs 1381 führte zur Eroberung von Sofia (Bulgarien) zwei Jahre später.
Murad verlegte den osmanischen Regierungssitz von Bursa nach Edirne. Er nutzte es fortan als Hauptstadt seines expandierenden Reiches, baute dort einen Palast und ließ die ganze Stadt verschönern.
Auf dem Balkan war man nun aufgerüttelt. Lazar Hrebeljanović, ein serbischer Fürst, bildete 1381 eine christliche Allianz gegen die Türken. Murad eilte zurück nach Europa und traf im Kosovo 1389 auf seine Gegner (siehe Schlacht auf dem Amselfeld). Nach anfänglicher Verwirrung siegte schließlich die türkische Seite. Ein Serbe namens Miloš Obilić erstach Murad im Verlauf der Schlacht. Einer Version nach kam Obilić verletzt in das türkische Lager und gab vor, überlaufen zu wollen. In einem günstigen Moment rammte er Murad ein zuvor verborgenes Messer oder Kurzschwert in den Oberkörper. Murads innere Organe sind im Meşhed-i Hüdavendigar beigesetzt, einem Mausoleum, das etwa 10 Kilometer vom heutigen Priština entfernt liegt.
Die Entwicklung des Tımar-Systems und seine Erweiterung nach Europa war im Wesentlichen sein Werk. Als Murad Sultan geworden war, war das Osmanische Reich etwa 95.000 km² groß. Dreißig Jahre später hatte das Osmanische Reich mit etwa 500.000 km² die fünffache Fläche.
Murad ist nach überwiegender Ansicht unter den Historikern der Gründer der militärischen Formation der Janitscharen. Die Gründung wird in die Jahre zwischen 1365 und dem Ende des 14. Jahrhunderts eingeordnet.

## Ehe und Nachkommen
Murad schloss um 1373 eine, wohl zweite Ehe mit der bulgarischen Prinzessin Kera Tamar (* um 1340), der Schwester des besiegten Zaren Iwan Schischman, die bald darauf 1378 (?) starb. Sie blieb Christin auch nach der widerwillig geschlossenen Heirat und liegt in Bursa begraben.
Murad hatte mindestens drei Söhne – Savcı (Saudji, Sawdschi), Yakub und Bayezid – sowie eine Tochter, die mit dem Turkmenen-Bey Alâeddin von Karaman verheiratet worden war. Murads ältester Sohn Savcı Bey war zunächst Statthalter von Rumelien, wurde aber nach einer Rebellion 1382 geblendet und bald darauf getötet. Yakub fiel offenbar 1389 zusammen mit seinem Vater in der Schlacht auf dem Amselfeld. Anderen Angaben zufolge soll Yakub unmittelbar nach der Schlacht von Bayezid getötet worden sein. Murads Nachfolger als Sultan wurde daraufhin Bayezid. 
Savcıs Sohn Murad Bey (in älteren Überlieferungen Morathbeg) soll ebenfalls geblendet worden sein, trat aber offenbar noch um 1430 als erfolgloser Thronprätendent (Imperator Turcorum de domo Othomonanum) an der Seite des ungarischen Königs Sigismund auf. Der König habe Murad Bey, Murad Beys Sohn Daud (Dawud) Çelebi und Murad Beys Tochter Katharina ein Haus in Buda geschenkt, wo Murad Bey auch gestorben sein soll.